# Религиозные воззрения Томаса Джефферсона

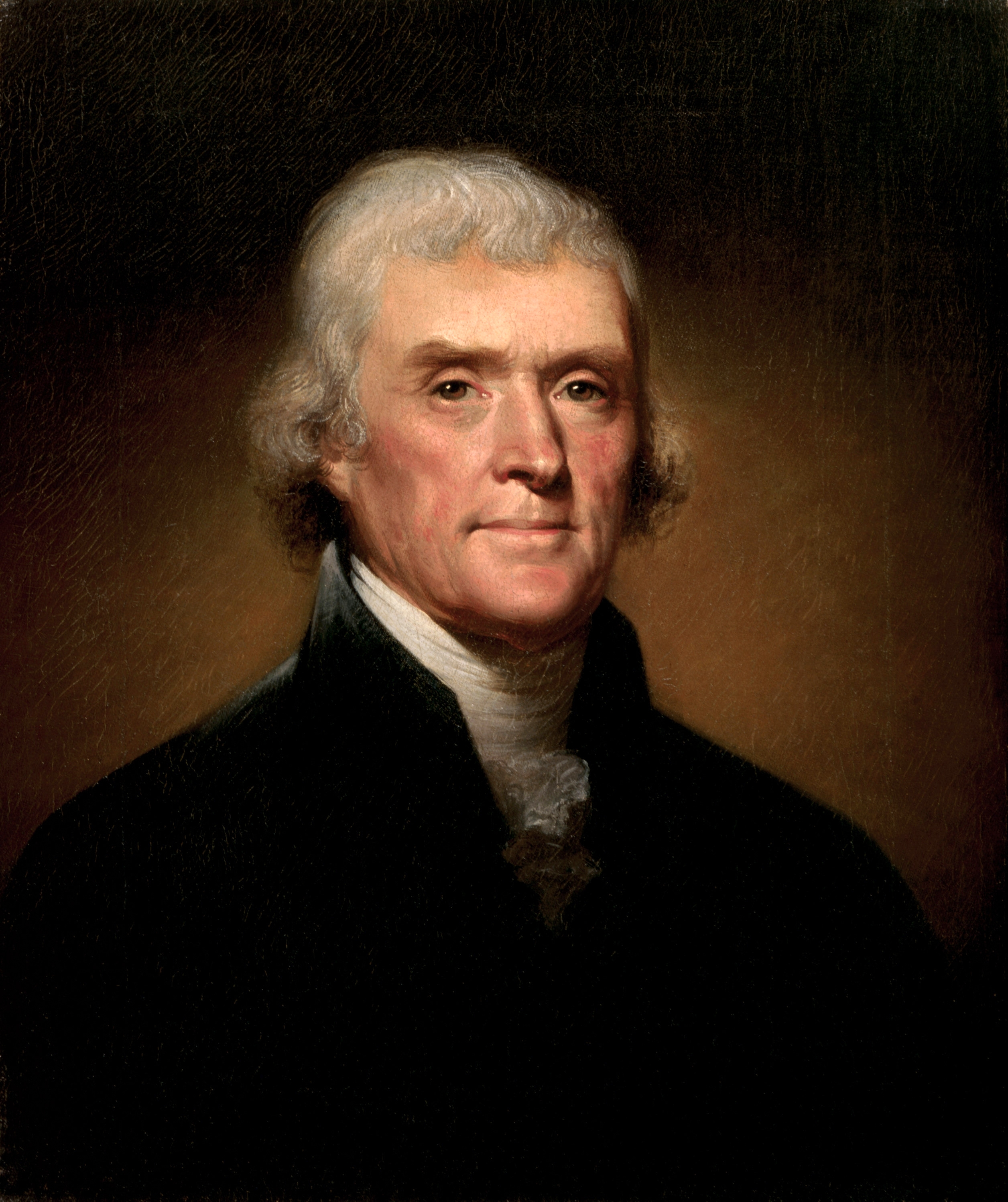
Портрет Джефферсона кисти Рембрандта Пила, 1800 г.

Религио́зные воззре́ния То́маса Дже́фферсона достаточно сильно отличались от общепринятого христианства его эпохи. Из наиболее близких ему учений можно выделить деизм, рационализм и унитарианство. Джефферсон в целом разделял и относился с симпатией к моральному аспекту христианства, считая, что это учение представляет собой наиболее впечатляющий этический кодекс, доступный человечеству. Однако Джефферсон придерживался убеждения, что первоначальный посыл Христа был впоследствии искажён его учениками.
В своём первом инаугурационном обращении Джефферсон отмечал важность «признания и поклонения всевышнему провидению», а во втором призывал испрашивать «благоволения Того, в чьих руках мы находимся, и кто вёл наших праотцов — древний народ Израиля». Тем не менее, вместе с Джеймсом Мэдисоном Джефферсон вёл длительную и успешную кампанию по прекращению государственного финансирования церквей в Виргинии. Джефферсону также принадлежит концепция «разделительной стены между государством и церковью», высказанная им в письме 1802 года к баптистам в Коннектикуте. Во время предвыборной кампании 1800 года Джефферсон подвергся нападкам критиков, утверждавших, что он непригоден для поста президента из-за своих позиций в отношении религии.

## Воцерковленность
В колониальные времена Джефферсон был прихожанином Церкви Англии — единственной пользовавшейся государственной поддержкой и финансированием. До революции церковные приходы служили органами местного самоуправления, и Джефферсон занимал светскую административную должность в своём местном приходе.
После Американской революции Церковь Англии в Америке была реорганизована в Епископальную церковь. По воспоминаниям жены одного из друзей Джефферсона, в течение первой зимы своего президентства он регулярно посещал службы в небольшой епископальной церкви из уважения к духу общинного богослужения. В течение года после своей инаугурации Джефферсон начал посещать богослужения в Палате представителей (чего не делал в бытность свою вице-президентом), где проповедовали представители разных христианских деноминаций.
На склоне лет Джефферсон отказывался выступать крёстным отцом для младенцев, поскольку не принимал догмат о Троице. Несмотря на свидетельства о том, что он посещал церковные службы, нет достоверных данных, что он был миропомазан или причащался.

## Джефферсон и деизм
В 1760 году семнадцати лет от роду Джефферсон поступил в Колледж Вильгельма и Марии, где в течение двух лет изучал математику, метафизику и философию под руководством профессора Уильяма Смола, который также познакомил будущего президента со школой британского эмпиризма (такими как Джон Локк, Фрэнсис Бэкон и Исаак Ньютон). Биографы Джефферсона отмечают, что философия деизма повлияла на него именно во время обучения в колледже.
Речевые обороты наподобие «Творец Природы» (англ. Nature's God), который Джефферсон включил в Декларацию независимости, являются характерными для деизма, хотя и не эксклюзивными. К тому же, такой подход укладывался в древнеримскую парадигму размышлений о естественном праве, через Цицерона повлиявшую на Джефферсона.
Большинство деистов отрицали христианскую веру в чудеса и догмат о Троице. Несмотря на то, что всю свою жизнь Джефферсон с крайним почтением относился к моральным аспектам христианского учения, он не верил ни в описанные в Библии чудеса, ни в божество Иисуса Христа. В одном из писем от 1788 года он отмечает, что не принимал концепцию Троицы с очень ранних лет.